# Carovane verso il West

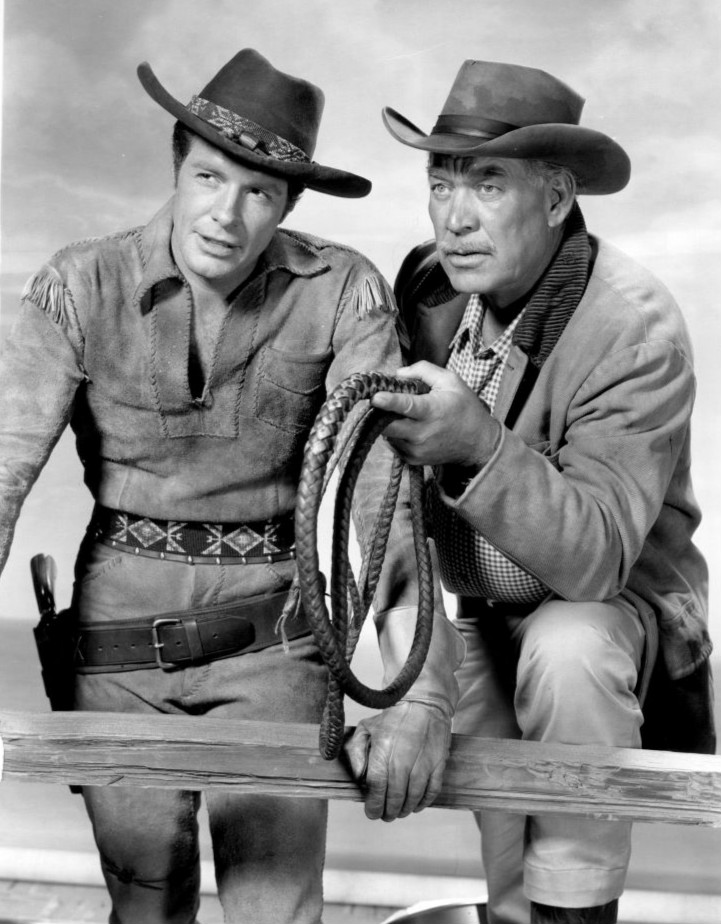
Robert Horton nel ruolo di Flint McCullough e Ward Bond nel ruolo di Seth Adams

Carovane verso il West (Wagon Train) è una serie televisiva statunitense di genere western trasmessa per 8 stagioni dal 1957 al 1965 per un totale di 284 episodi.
La serie, che narra le vicende di una carovana in viaggio dal Missouri alla California, è basata sullo stesso soggetto derivato dal film La carovana dei mormoni (1950) di John Ford, con Ben Johnson. Gli episodi, della durata di 50 minuti e in bianco e nero, nella sola settima stagione (1963-1964) passarono a 75 minuti e a colori, per poi tornare al formato originale nell'ottava e ultima stagione.

## Produzione
Così come Gli uomini della prateria (Rawhide, 1959-1966), serie con Eric Fleming e Clint Eastwood, anche Carovane verso il West è ambientata pochi anni dopo la guerra civile americana, ma vede la presenza maggiore di pellerossa. Il soggetto della carovana in viaggio venne anche ripreso da Carovana (Stagecoach West) (1960) sempre dell'ABC. L'episodio The Colter Craven Story (9º della quarta stagione, trasmesso il 23 novembre 1960) è stato diretto da John Ford e ha visto la partecipazione di attori feticcio di Ford quali John Wayne nel ruolo del generale William Tecumseh Sherman e John Carradine (Park Cleatus).
Il titolo Trailamaster fu usato per indicare gli episodi che vedono il cambio del protagonista alla guida della carovana, il maggiore Seth Adams (interpretato da Ward Bond, che aveva partecipato anche al film di Ford) che, a metà della 4ª stagione, venne sostituito da Christopher Hale (John McIntire) fino alla fine della serie. Anche il coprotagonista Robert Horton (nel ruolo dello scout Flint McCullough) lasciò dopo 5 stagioni, e nelle ultime due il ruolo dello scout venne interpretato da Robert Fuller, attore che aveva già recitato in un ruolo simile nella serie Laramie (NBC) e che assomigliava fisicamente a Horton.

## Distribuzione
Dal 1957 al 1962 è andata in onda sull'emittente NBC, in seguito e fino alla chiusura sull'ABC; l'ABC trasmise anche repliche degli episodi precedenti, intitolandoli Major Adams, Trailmaster e Trailmaster: 

## Episodi
| Stagione         | Episodi | Prima TV originale | Prima TV Italia |
| ---------------- | ------- | ------------------ | --------------- |
| Prima stagione   | 39      | 1957-1958          |                 |
| Seconda stagione | 38      | 1958-1959          |                 |
| Terza stagione   | 37      | 1959-1960          |                 |
| Quarta stagione  | 38      | 1960-1961          |                 |
| Quinta stagione  | 37      | 1961-1962          |                 |
| Sesta stagione   | 37      | 1962-1963          |                 |
| Settima stagione | 32      | 1963-1964          |                 |
| Ottava stagione  | 26      | 1964-1965          |                 |

## Guest star
Durante le 8 stagioni dello show si sono alternate moltissime star: John Wayne, Mickey Rooney, Charles Laughton, Martin Landau, Brad Johnson, Lee Marvin, Lon Chaney Jr., John Carradine, Leslie Nielsen, Robert Vaughn, Ernest Borgnine, Everett Sloane, Rod Steiger, Robert Blake, Akim Tamiroff, Dean Stockwell, Don Rickles, Shelley Winters, James Caan.